# Riqueza
Riqueza là một đô thị thuộc bang Santa Catarina, Brasil. Đô thị này có diện tích 190,279 km², dân số năm 2007 là 4998 người, mật độ 22,8 người/km².